# Alex Song
Alexandre Dimitri Song Billong (nascut a Douala, Camerun el 9 de setembre del 1987), més conegut simplement com a Alex Song, és un futbolista camerunès que actualment juga de mig-defensiu o defensa central a l'Arta/Solar7 de Djibouti. Song també juga per la selecció de Camerun des del 2008.

## Carrera esportiva
El futbolista camerunès pertany a una família composta per 28 germans, dels quals ell és el sisè. A l'Arsenal FC hi lluïa el número 17 en honor de les 17 germanes que té.
Song va marxar des del Camerun a França amb només vuit anys, per passar a formar part del planter del Bastia, club amb el qual va debutar en el futbol professional amb 16 anys, el 2004. Després d'una temporada a la Ligue 1, Song va cridar l'atenció d'Arsène Wenger, qui el va incorporar a l'Arsenal Football Club. Va jugar durant set temporades al conjunt londinenc, amb un breu parèntesi en forma de cessió al Charlton Athletic, essent peça clau dels gunners.
El 2012 el camerunès, provinent de l'Arsenal FC, signà contracte amb el FC Barcelona per 5 anys, amb una clàusula de rescissió de 80 milions. El cost de l'operació de traspàs fou de 19 milions d'euros, i és el setè jugador que el Barça fitxa provinent de l'Arsenal, després d'Overmars i Petit el 2000, Van Bronckhorst el 2003, Henry el 2007, Hleb el 2008, i Cesc Fàbregas el 2011.
El camerunès pot actuar tant de migcampista com de defensa central i fins i tot havia arribat a jugar de lateral dret a l'Arsenal d'Arsène Wenger.
L'agost de 2014 el Barça va cedir el jugador al West Ham United FC, per una temporada.

### Rubin Kazan
El 21 de juliol de 2016, l'FC Rubin Kazan va arribar a un acord amb el FC Barcelona per fitxar lliure el jugador.

## Palmarès

### FC Barcelona
- 1 Lliga: (2013)[10]
- 1 Supercopa d'Espanya: (2013)[11]

## Internacional
És internacional amb la selecció de futbol del Camerun, amb la qual ha disputat més de 40 partits internacionals.